# Harriet Tubman Day
Le Harriet Tubman Day / Journée d'Harriet Tubman est la loi américaine (Public Law 101-252), du 13 mars 1990, promulguée lors de la 101e législature du Congrès des États-Unis faisant du 10 mars de chaque année une journée célébrant Harriet Tubman, une occasion d'étudier et de réfléchir à la portée de son action pour l'abolition de l'esclavage. 
Le 9 mars 2022, le démocrate Brendan Boyle dépose à la Chambre des représentants un projet de loi le Harriet Tubman Day Act pour faire du Harriet Tubman Day un jour férié fédéral pour célébrer l'abolition de l'esclavage.

## Présentation

### Les étapes
- Le 20 février 1990 le sénateur Joseph R. Biden Jr fait dépose une résolution, la S.J.Res.257, à la commission de la justice[2] de commémoration d'Harriet Tubman.
- Le 6 mars 1990, elle est adoptée par la commission à l'unanimité pour être soumise au Sénat.
- Le 7 mars 1990, elle est adoptée par le Sénat et envoyé à la Maison-Blanche pour soumission auprès du président des États-Unis.
- Le 9 mars 1990, le président George H. W. Bush, signe la proclamation 6107 par laquelle, après avoir rendu hommage à Harriet Tubman, il " proclame le 10 mars 1990, la Journée Harriet Tubman, et appelle le peuple des États-Unis à célébrer cette journée en organisant des cérémonies et des activités appropriées". (Now, Therefore, I, George Bush, President of the United States of America, do hereby proclaim March 10, 1990, as Harriet Tubman Day, and I call upon the people of the United States to observe this day with appropriate ceremonies and activities)[3].
- Le 13 mars 1990 est signée par le président George H. W. Bush, devenant ainsi la Public Law No: 101-252 à laquelle est adjointe une résolution rappelant le motif[4].

### La pérennisation
Depuis chaque année le 10 mars, est devenue une journée de réflexion sur sa vie et son héritage,.

## À voir aussi